# 孫柏文
孫柏文（Andrew Pak-Man Shuen，1977年8月30日－），有「肥仔文」之稱，香港股市評論員，財經專欄作者，香港自由主義智庫組織「獅子山學會」創辦人之一、兼任研究主任。曾任西貢彩健選區區議員何民傑辦事處社區幹事。

## 簡歷
孫柏文曾就讀於漢基小學、英童中學，其後到美國留學，1999年於密歇根大學取得經濟學學士學位。畢業後曾於2005年在百得能(老闆為羅慧娟丈夫劉志敏)擔任能源及天然資源分析員。
他曾以獨立候選人身份參加2000年立法會選舉，當時報稱職業為「政治家」，於港島區參選，結果得1132票落敗。其後成為財經評論員，曾於《蘋果日報》及《am730》撰寫財經專欄，於有線電視主持財經節目《Money cafe》，提供市場趨勢分析等。他亦曾任商業電台財經節目《星火燎原》主播。
2011年9月26日，孫柏文以嘉賓身份於有線電視財經資訊台節目《華爾街速遞》亮相，聲稱因其祖父逝世打擊，不歡而喝大量酒精類飲品後其於節目中因醉酒而失言，其後有線電視停止與其合作。
2012年1月起，重新為《蘋果日報》財經版執筆「金手指」專欄。他亦曾經為《am730》撰寫「大明燈」財經專欄。
2013年6月起，為DBC節目《早晨八達通》擔任主持。
2013年11月起，為DBC節目《我哋唔政經》擔任主持。

## 預測白銀價格
孫柏文自稱為「白銀戰隊隊長」，他2006年3月預測白銀目標價格將於十年內升至每安士120美元水平 ，但直至2025年，白銀現價與其目標價仍有相當大的距離。

## 盛女愛作戰節目
2012年4月，孫柏文於無綫電視真人實境秀節目《盛女愛作戰》中亮相，以男性立場評論香港女性，並指與女性首次約會的最佳地點是麥當勞。

## 馬主生涯
孫蟾海、孫柏文父子是香港賽馬會會員，自1990-1991年度馬季開始，孫蟾海開始馬主生涯，曾在港擁有名下馬匹「闖高峯」、「鐵血將軍」、「惠荃里」、「海邊和」。而孫柏文則是自2013-2014年度馬季開始馬主生涯，名下馬匹包括「樂家將」（與岑美珠、顏婉嫦教授、朱廣波合夥）、「甲烷」（個人名下）。

## 資料來源
1. ↑  主要成員 獅子山學會
2. ↑  孫柏文 個人資料 （页面存档备份，存于） 商業電台 881903.com
3. ↑  中環在線：解穢酒解愁孫柏文醉了 蘋果日報，2011年9月29日
4. ↑  政情：孫柏文醉酒做節目？ （页面存档备份，存于） 東方日報，2011年9月28日
5. ↑  Executive日記——「貓」住出鏡評股市 孫柏文無得留低 頭條日報，2011年9月28日
6. ↑  中環在線：金手指再現蘋果 蘋果日報，2011年12月30日
7. ↑  金手指：一注獨贏買白銀 蘋果日報, 2006年3月6日
8. ↑  am專訪 - 辭職商台 財演生涯落幕 孫柏文：我要向顧芷筠道歉 （页面存档备份，存于） am730，2011年10月4日